# Varjag (1899)
Varjag byl chráněný křižník Ruského carského námořnictva určený pro službu na Dálném východě, postavený v letech 1898–1901 v amerických loděnicích.
Varjag byl potopen vlastní posádkou v bezvýchodné situaci po bitvě u Čemulpcha v samém počátku rusko-japonské války. Japonské císařské námořnictvo loď vyzvedlo a po opravě používalo k výcviku. V roce 1916 byl navrácen Rusku, po vypuknutí bolševické revoluce (1917) zabaven Brity a po dvou ztroskotáních sešrotován.

## Stavba
Varjag byl postaven v rámci ruského programu na posílení flotily na Dálném východě z roku 1897. Ten zahrnoval bitevní lodi Cesarevič, Retvizan, křižníky Varjag, Askold, Bojarin a Novik. Protože ruské loděnice neměly volnou kapacitu, byly Varjag a Retvizan objednány v americké loděnici William Cramp & Sons ve Filadelfii.
Stavba lodi začala v říjnu roku 1898 a trup byl na vodu spuštěn 9. července 1899. V polovině roku 1900 začaly zkoušky lodi a Varjag byl ruským námořnictvem převzat do služby dne 2. ledna 1901.

## Konstrukce

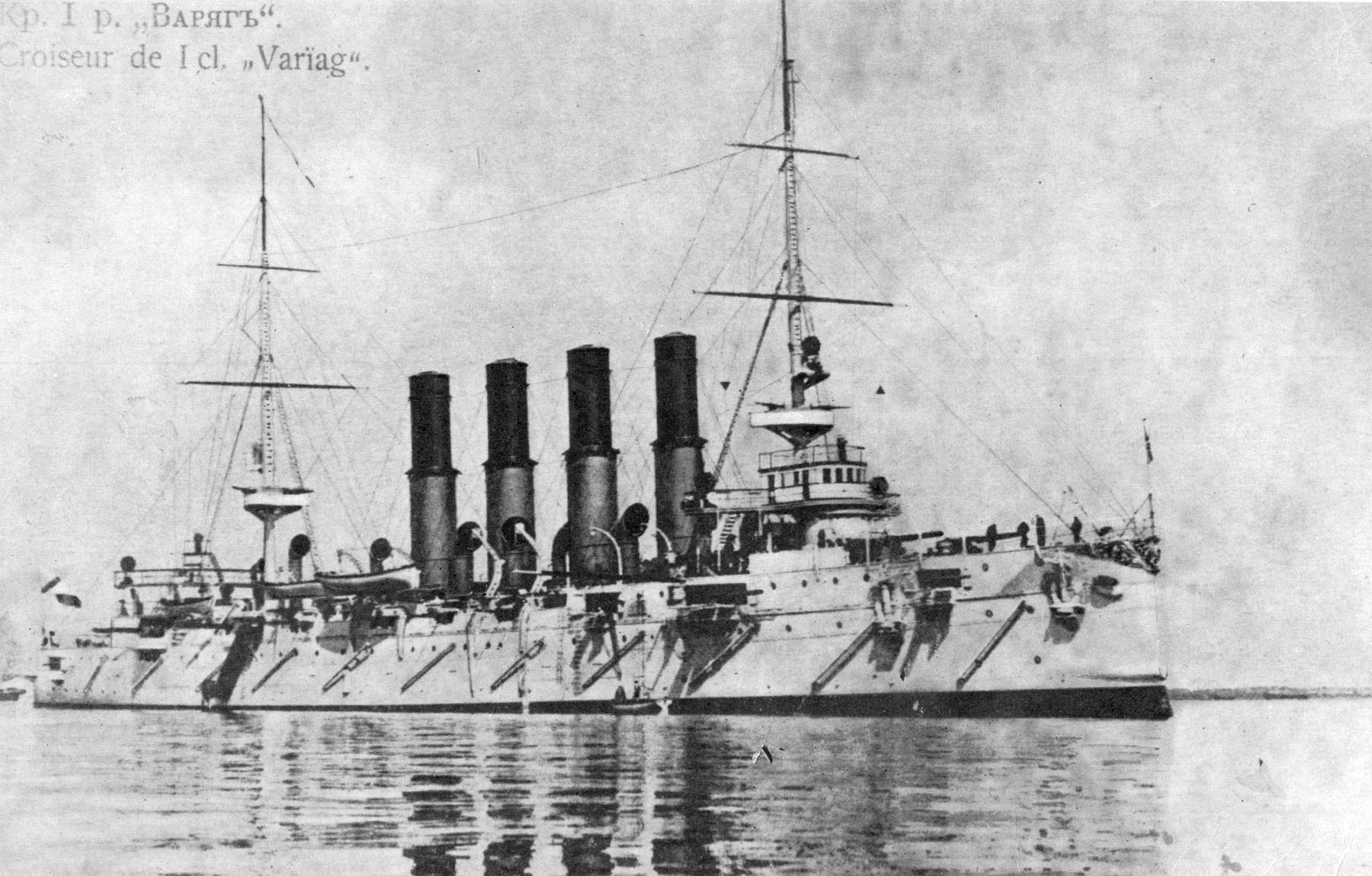
Varjag v Kronštadtu v roce 1901

Hlavní výzbroj lodi tvořilo dvanáct 152mm kanónů, jejichž lafety nebyly chráněny štíty (v boji to znamenalo značné ztráty mezi obsluhami děl). Děla měla dostřel 9800 metrů a kadenci šest výstřelů za minutu. Dvě z děl byla umístěna na přední palubě, zatímco ostatní stála na hlavní palubě. Zásoba munice činila 2388 granátů ráže 152 mm. Varjag dále nesl dvanáct 75mm kanónů, osm 47mm kanónů, dva 37mm kanóny a dva kulomety. Torpédovou výzbroj představovalo šest 381mm torpédometů. Po jednom loď nesla na přídi a zádi, čtyři byly na bocích. Počet nesených torpéd byl 18.
Loď měla tři kotelny, ve kterých bylo celkem 30 kotlů systému Niclausse (10+8+12). Dva parní stroje měly indikovaný výkon 14 700 kW. Varjag měl dva lodní šrouby o průměru 4,4 metru. Nejvyšší rychlost lodi byla 23 uzlů.
Jak bylo u chráněných křižníků obvyklé, pancéřování se omezilo na pancéřovou palubu chránící kotelny a strojovny lodi. Vodorovná část pancíře měla sílu 38 mm a skloněná 76 mm. Boky lodi pak chránily pouze uhelné bunkry.

## Operační nasazení

### Počátky služby
Dne 10. března 1901 Varjag vyplul na cestu do Ruska. Plul na trase USA, Cherbourg, Reval a Kronštadt. Cestou překonal bouři o síle 11 Beaufortovy stupnice. V Kronštadtu loď přistála 3. května 1901.
Ještě v květnu Varjag doprovázel jachtu cara Mikuláše II. do Gdaňska, Kielu a Cherbourgu. V září 1901 byl odeslán na Dálný východ, kam se dostal Suezským průplavem se zastávkami v přístavech Singapur a Nagasaki. V Port Arthuru Varjag zakotvil 25. února 1902.

### Rusko-japonská válka

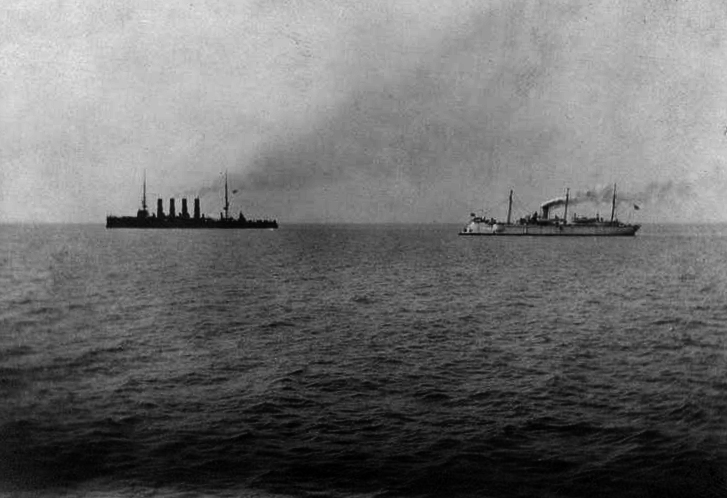
Varjag a Korejec vyplouvají k bitvě

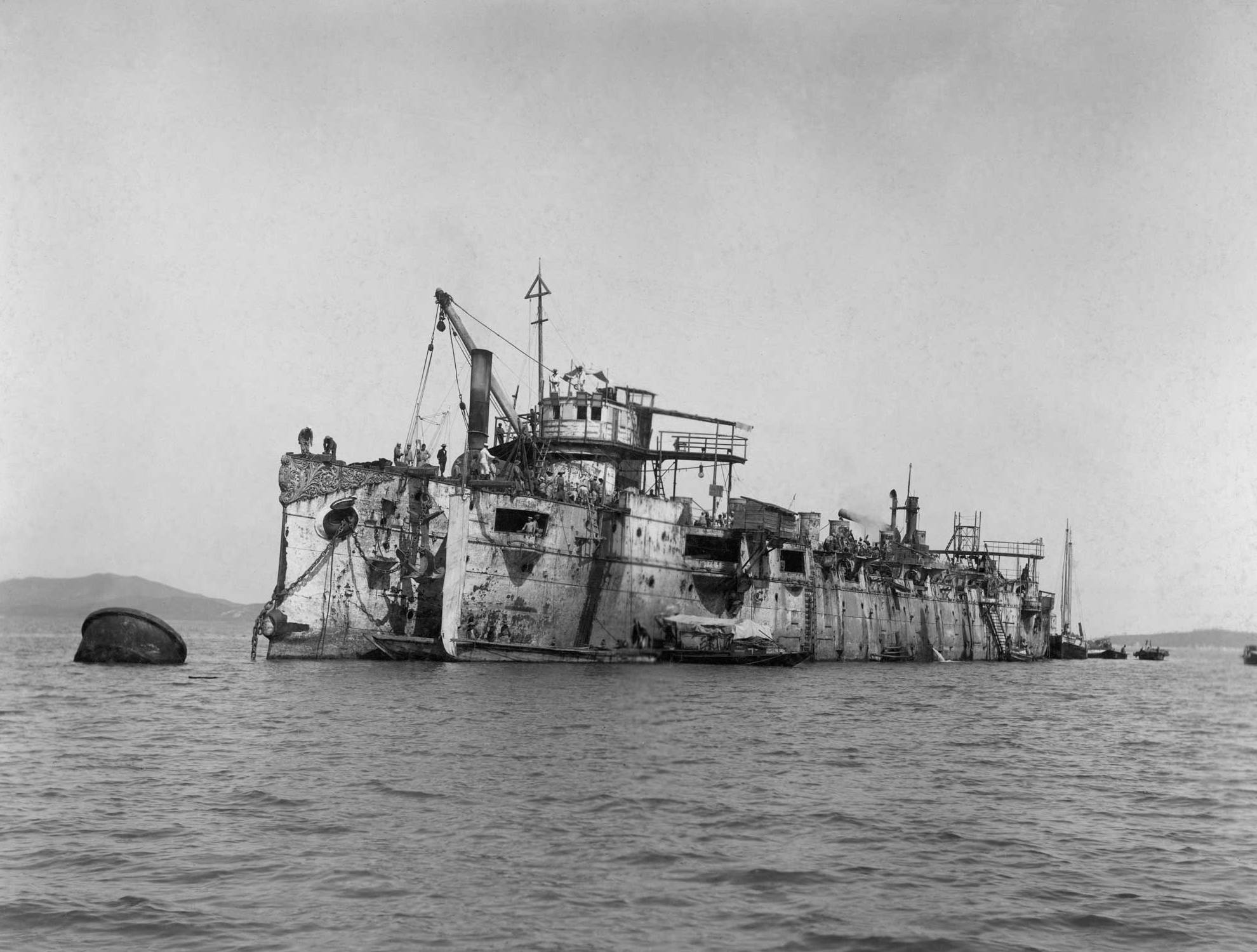
Varjag po vyzvednutí ze dna v roce 1905

Osud křižníku se naplnil na samém počátku rusko-japonské války. Varjag a dělový člun Korejec před vypuknutím války kotvily v korejském přístavu Čemulpcho, kde byly také křižníky několika dalších zemí – francouzský Pascal, americký Vicksburg, anglický HMS Talbot, italský Elba a japonský Čijoda.
Večer 7. února z přístavu náhle vyplul japonský křižník Čijoda a zůstal před ním na volném moři. Ruské velení se rozhodlo odeslat člun Korejec do Port Arthuru. Když Korejec odpoledne druhého dne vyplul z rejdy přístavu, potkal japonský invazní svaz, který tvořily transportní lodě se 4000 vojáky, doprovázené křižníky Asama, Takačihó, Akaši, Niitaka a několika torpédoborci. Válka v té době ještě nebyla vyhlášena, přesto japonské torpédoborce Korejec napadly torpédy a člun se po krátké potyčce stáhl zpět na rejdu přístavu.
Následujícího rána dostaly ruské lodě ultimátum a pokud by do 12 hodiny neopustily přístav, měly být napadeny přímo na rejdě. Přestože měla japonská eskadra drtivou převahu, rozhodl se velitel lodi kapitán Rudněv vyplout jim vstříc a podstoupit předem prohraný boj. Varjag a Korejec vypluly v 11:20 a v 11:45 začal střelba mezi oběma eskadrami.
Varjag byl v bitvě poškozen osmi přímými zásahy a dopadem střepin. Byla vyřazena téměř všechna jeho děla a kapitán lodi se proto po asi 20 minut trvajícím dělostřeleckém souboji rozhodl vrátit do přístavu. Zde Varjag zakotvil ve 13 hodin. Celé střetnutí je známo jako bitva u Čemulpcha. Ruské ztráty v něm činily 35 mrtvých a 76 těžce raněných.
Čluny z válečných lodí neutrálních států pomohly s evakuací raněných a posádka křižníku poté otevřela ventily, kterými do lodi začala proudit voda (člun Korejec vlastní posádka vyhodila do vzduchu). V 18 hodin se křižník převrhl a potopil.

### Další osudy

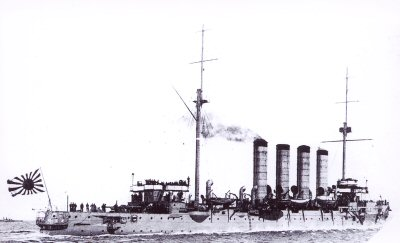
Varjag po vyzvednutí a přejmenování na Soja

Varjag byl Japonci v roce 1905 vyzdvižen a opraven. Dostal nové komíny, nástavby a kromě 152mm děl i výzbroj. Loď nově nesla lehkou výzbroj dvanácti 75mm děl a dvou 42mm. Původní torpédomety byly demontovány a nahrazeny dvěma ráže 457 mm (v přídi a zádi lodi). Japonské císařské námořnictvo ji pojmenovalo Soja a používalo k výcviku.
Po vypuknutí první světové války se z Japonska a carského Ruska stali spojenci a Soja byla prodána zpět Rusku, které křižníku vrátilo jeho původní jméno. Varjag poté odplul do Anglie, kde měl být opraven a přezbrojen. Po vypuknutí bolševické revoluce v Rusku (1917) loď zabavilo britské námořnictvo. Varjag začal operovat s britským námořnictvem, dne 15. února 1918 však ztroskotal u irského pobřeží a dále sloužil jako ponton. V roce 1920 byl prodán k sešrotování, při vlečení  na místo likvidace však loď ztroskotala na skotském pobřeží. V letech 1923–1925 zde byla rozebrána.

## V kultuře
Na počest křižníku Varjag roku 1904 sepsal stejnojmennou píseň rakouský pisatel Rudolf Greinz.